# Jenners

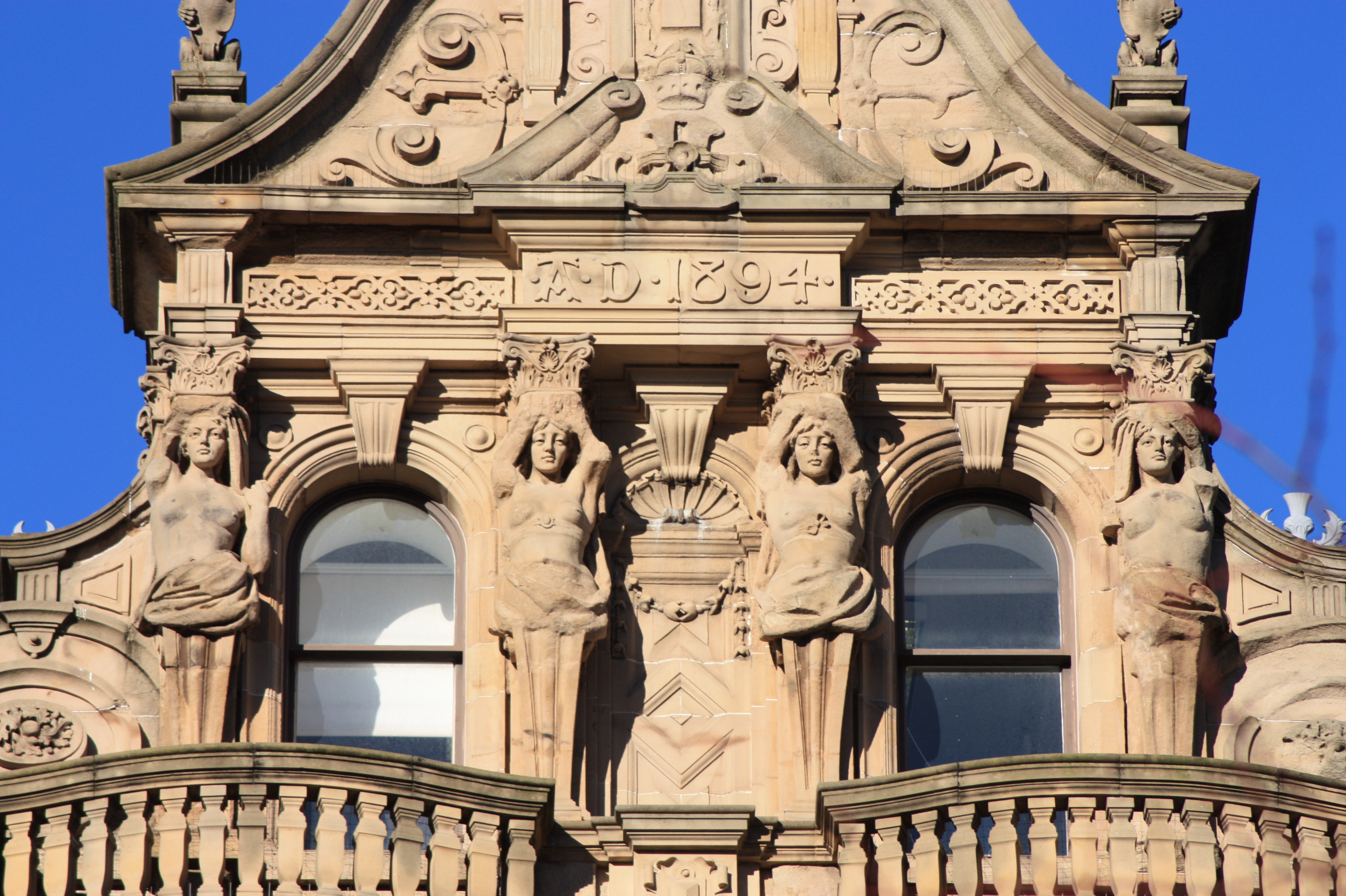
Dettaglio sul tetto, grande magazzino Jenners su Princes Street.

Il grande magazzino Jenners, noto semplicemente come Jenners, è un negozio situato a Edimburgo, in Scozia. Era il più antico grande magazzino indipendente in Scozia, fino a quando non fu acquisito da House of Fraser nel 2005.

## Storia
Jenners ha sempre mantenuto la sua posizione a Edimburgo, in Princes Street dal 1838, da quando è stata fondata da Charles Jenner FRSE (1810-1893), un commerciante di drappeggi, e Charles Kennington, e inizialmente noto come "Kennington & Jenner".
Gli edifici originali furono distrutti da un incendio nel 1892 e nel 1893 l'architetto scozzese William Hamilton Beattie fu incaricato di progettare il nuovo negozio, successivamente aperto nel 1895. Questo nuovo edificio è protetto come un monumento classificato, Le cariatidi sull'edificio avevano lo scopo di "mostrare simbolicamente che le donne sono il sostegno della casa". Il nuovo negozio comprendeva numerose innovazioni tecniche come l'illuminazione elettrica e gli elevatori idraulici.
Conosciuto come "Harrods of the North", detiene un Royal Warrant (mandato reale) dal 1911 e fu visitato dalla regina Elisabetta II in occasione del suo 150º anniversario nel 1988.
Nel 2004, ha cambiato la sua visione e l'obiettivo "di essere il negozio più eccitante al di fuori di Londra, in tutta indipendenza". Il negozio è diventato famoso nel 2007 quando ha mediato che avrebbe fermato la vendita del pâté de foie gras, a seguito di un boicottaggio del duca e della duchessa di Hamilton.

## Vendita alla House of Fraser
Ad Aprile  del 2005 Jenners fu venduto alla House of Fraser per £ 46,1 milioni. Mentre le altre acquisizioni di House of Fraser furono rinominate, Jenners riuscì a mantenere la sua identità. Nel 2008, House of Fraser ha investito 3 milioni di sterline in miglioramenti del punto vendita. C'è un altro ramo di House of Fraser all'altra estremità di Princes Street.

## Negozi
- Princes Street, Edimburgo
- Loch Lomond Rives

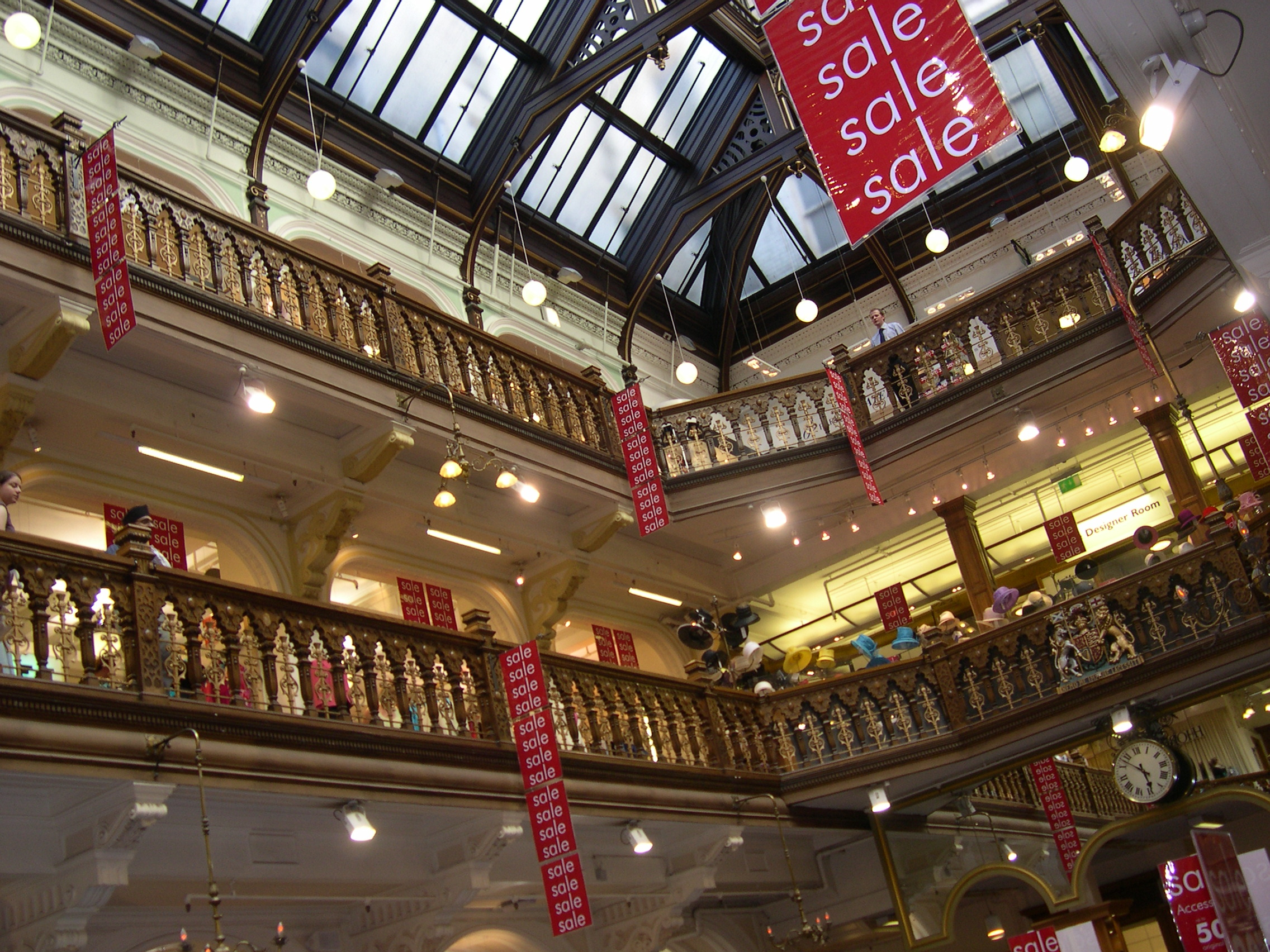
Interno del magazzino Jenners.

Jenners in precedenza aveva negozi all'aeroporto di Edimburgo e all'aeroporto internazionale di Glasgow, ma questi sono stati chiusi in seguito a una decisione annunciata nell'aprile 2007. Jenners ha dichiarato che le misure di sicurezza introdotte negli aeroporti del Regno Unito a seguito dei piani per attaccare le compagnie aeree nel 2006 avevano portato a un calo significativo degli scambi commerciali in questi negozi.